# Æthelhard

Het wapen van Aethelheard van Canterbury.

Æthelhard (ook Ethelhard, Æthilheard, Aethelheard, Aethilheard of Ethelreard) (overleden 12 mei 805) was van 793 tot 805 aartsbisschop van Canterbury.
Over Æthelheards leven voor zijn bisschopsambt is niets bekend. Hij was abt geweest, vermoedelijk van Louth in Lincolnshire, en werd daarna bisschop van Winchester. In 792 stelde koning Offa van Mercia hem aan om de overleden aartsbisschop van Canterbury Jænberht op te volgen. Offa probeerde in die tijd de macht van de aartsbisschop in te perken, onder meer door Lichfield tot aartsbisdom te promoveren.
Toen na Offa's dood in 796 Kent onder Eadberht Præn in opstand kwam tegen Mercia, vluchtte Æthelheard naar Offa's zoon en opvolger Ecgfrith in Mercia. Vandaaruit appelleerde hij aan paus Leo III, waarbij de nieuwe koning van Mercia, Coenwulf (Ecgfrith was kort na zijn aantreden overleden), voorstelde de aartsbisschopszetel naar Londen te verplaatsen. De paus verwierp dat voorstel, maar stelde wel dat Æthelheard zijn aartsbisschopsambt terug moest krijgen en excommuniceerde Eadberht.
In 798 ondernam Coenwulf militaire actie tegen Kent, en Æthelheard werd weer aartsbisschop. Bij de synode van Clovesho (803) werd bovendien het aartsbisdom Lichfield weer afgeschaft, waardoor Canterbury weer volledig Zuid-Engeland onder zijn hoede kreeg.
Zijn feestdag als heilige wordt gevierd op 12 mei.